# الشهداء (فلم)
الشهداء (بالفرنسية: Martyrs) هو فيلم رعب تم انتاجه في فرنسا وكندا و صدر سنة 2008 بطولة مرجانة العلوي وميلين جامبانوا

## القصة
صديقتان تقومان بالانتقام من من قاموا باختطافهم وتعذيبهم في الماضي

## الميزانية والإيرادات
كلف الفيلم ميزانية تقدر بـ 2.8 مليون يورو و حقق ارباح تقدر بـ 1.1 مليون دولار أمريكي

## وصلات خارجية
- مقالات تستعمل روابط فنية بلا صلة مع ويكي بيانات

الشهداء على IMDb
الشهداء على Rotten Tomatos